# Joseph Avenol
Joseph Louis Anne Avenol, né le 9 juin 1879 à Melle (Deux-Sèvres, France) et mort le 2 septembre 1952 à Duillier (canton de Vaud, Suisse), est un haut fonctionnaire français, diplomate, secrétaire général de la Société des Nations du 3 juillet 1933 au 31 août 1940.

## Biographie
Inspecteur des finances, haut fonctionnaire au ministère des finances du gouvernement français, il participe à de nombreuses conférences économiques et financières de l'après-guerre. Il est donc envoyé par le gouvernement français à la Société des Nations en 1923 en tant que sous-secrétaire de la SDN chargé des finances.[réf. souhaitée]
À la suite d'un accord officieux entre grandes puissances lors de la négociation du traité de Versailles, le premier secrétaire général devait être britannique, le deuxième français. Il est donc nommé secrétaire général pour succéder au Britannique Eric Drummond, comte de Perth.
Sa nomination a lieu lors d’une période trouble puisque le Japon vient de quitter la SDN le 27 mars 1933, et l'Allemagne le suit le 14 octobre. À partir de ce moment, Avenol, loin d'une politique de fermeté, joue constamment l'apaisement envers les puissances de l'Axe. Il s'aligne donc sur la politique extérieure de la France et du Royaume-Uni. Pendant l'invasion de l'Éthiopie par l'Italie, il laisse tomber l'Éthiopie dans l'espoir vain que l'Italie reste dans la SDN.
En 1939, il participe au changement institutionnel de la SDN, notamment au travers de la réforme Bruce. On lui a prêté des opinions pro-fascistes, ce qui parait très exagéré[Interprétation personnelle ?], il soutient néanmoins le régime de Vichy et le maréchal Pétain.[réf. souhaitée]
À partir de 1940, il mène une réorganisation des services, qui conduit à une réduction drastique des effectifs et à l'éviction des fonctionnaires britanniques. Il est remplacé au secrétariat général le 31 août 1940 par l'Irlandais Seán Lester. À cette date, la SDN compte 100 employés, même en incluant la sécurité et le service de nettoyage, contre 700 à l'origine. Il rentre alors en France et propose ses services au gouvernement de Vichy, qui les refuse.[réf. souhaitée]
Il retourne en Suisse à la fin de l'année 1943 pour ne pas être arrêté par les Allemands. Il meurt dans ce pays en 1952. Il n'aura jamais été inquiété après-guerre.
Son mandat comme secrétariat général est très critiqué, même par ses contemporains, comme son collaborateur grec, Thanassis Aghnides, par certains historiens (James Barros, Betrayal from Within, 1969). Quels que soient ses défauts, il ne faut cependant pas en faire un bouc-émissaire de l'échec final de la SDN[Interprétation personnelle ?]. N'oublions pas que la SDN est une organisation internationale n'ayant aucune vraie autonomie, ce sont les pays membres qui dictent la politique suivie. Or les différences d'appréciation de la situation entre ces derniers et leurs reculs successifs face aux puissances réactionnaires, ne peuvent être imputés ni à la SDN ni à Avenol[Interprétation personnelle ?].